# Oceanía del Polonio
Oceanía del Polonio es una localidad balnearia del departamento de Rocha, Uruguay.

## Ubicación
El balneario se encuentra situado en la zona sureste del departamento de Rocha, sobre las costas del océano Atlántico, a la altura del km 255 de la ruta 10. Dista 32 km al noreste de la ciudad de La Paloma.

## Población
Según el censo de 2011 la localidad contaba con una población de 7 habitantes.
| 7             |
| (Fuente: INE) |